# Смирнов, Константин Николаевич (1854—1930)
Константи́н Никола́евич Смирно́в (19 мая 1854, Одесса, Херсонская губерния, Российская империя — 9 ноября 1930, Панчево, Королевство Югославия) — русский военачальник, генерал-лейтенант (1904), комендант крепости Порт-Артур и непосредственно участник обороны данной крепости.

## Биография
Из потомственных дворян Минской губернии.
Окончил Михайловское артиллерийское училище и Николаевскую военную академию. Служил при Генеральном штабе.
В 1896—1898 годах — начальник Одесского пехотного юнкерского училища. Служил начальником штаба Варшавской крепости.
В 1900 году назначен начальником 2-й стрелковой бригады.
В 1904 году назначен комендантом крепости Порт-Артур, куда прибыл 4 марта.
После падения крепости представил доклад, послуживший основанием для возбуждения дела о сдаче крепости против генералов Стесселя, Фока и Рейса. Также проходил обвиняемым по данному делу, но решением Верховного военно-уголовного суда от 7 февраля 1908 года был оправдан.
Получила большую известность «генеральская дуэль» Смирнова бывшим участником обороны Порт-Артура генералом А. В. Фоком, которого Смирнов обвинял в печати и в своих показаниях следственной комиссии в сдаче крепости неприятелю и трусости. Инициатором дуэли был Фок, одним из своих секундантов Смирнов пригласил В. М. Пуришкевича. Кроме того, оба участника обратились за помощью к знатоку дуэльного вопроса генералу А. А. Кирееву, который по их просьбе подготовил поединок и проинструктировал секундантов, а также сам присутствовал при нём. Дуэль была на пистолетах с 20 шагов, состоялась 5 (18) марта 1908 года в манеже лейб-гвардии Конного полка. В ходе её дуэлянты безуспешно обменялись тремя выстрелами от каждого, от четвёртого выстрела Фока Смирнов получил ранение в бедро недалеко от паха. В петербургском свете дуэль получила большой иронический резонанс из-за большого числа промахов участников.
В 1908 году вышел в отставку.
После Октябрьской революции жил в эмиграции в Югославии. Умер от воспаления лёгких в Панчево. Похоронен на местном кладбище.

## Воинские звания
- В службу вступил (05.08.1870)[3]
- Подпоручик (10.08.1873)
- Поручик (29.12.1873)
- Штабс-капитан (09.12.1876)
- Капитан (18.12.1880)
- Капитан Генерального штаба (22.11.1883)
- Подполковник (30.08.1884)
- Полковник (30.08.1888)
- Генерал-майор (28.06.1899)
- Генерал-лейтенант (02.02.1904)

## Награды
Российские:
- Орден Святого Станислава 3-й степени (1884)[3];
- Орден Святого Станислава 2-й степени (1892);
- Орден Святой Анны 2-степени (1895);
- Орден Святого Владимира 3-й степени (1903);
- Орден Святого Станислава 1-й степени с мечами (04.08.1904);
- Орден Святой Анны 1-степени с мечами (24.10.1904);
- Орден Святого Владимира 2-й степени с мечами (24.10.1904);

Иностранные:
- Персидский Орден Льва и Солнца 2-й степени (1901).